# Bretton-Woods-II-Regime
Als Bretton-Woods-II-Regime wird von einigen Ökonomen, darunter Michael Dooley, David Folkerts-Landau und Peter Garber, das nicht kodifizierte Währungssystem, welches ostasiatische Währungen und darunter vor allem den chinesischen Renminbi (Yuan) nach 2001 an den US-Dollar bindet, bezeichnet. Die Bezeichnung erfolgt in Anlehnung an das Bretton-Woods-System, bei welchem die Wechselkurse vertraglich festgelegt waren.

## Struktur
Dieses System basiert darauf, dass die USA große Teile ihres Leistungsbilanz- und Haushaltsdefizits durch asiatische Kapitalzuflüsse finanzieren und so günstig Güter aus Asien importieren. Im Gegenzug erzielen die ostasiatischen Länder, z. B. China, Exportüberschüsse und häufen Devisenreserven in US-Dollar auf.
Es wird durch folgende Schlüsselelemente charakterisiert:
- Die USA importieren große Gütermengen aus Ostasien und insbesondere aus China und Japan.
- Da weder China noch Japan große Mengen US-Produkte nachfragen, folgt aus diesem System ein hohes US-amerikanisches Außenhandelsdefizit.
- Da sowohl China als auch Japan die Wechselkurse der nationalen Währungen Yuan bzw. Yen niedrig halten, um so die Wettbewerbsfähigkeit der eigenen Produktpalette auf dem internationalen Markt zu gewährleisten, erfolgte bisher kein marktwirtschaftlicher Ausgleich der Warenströme.

Das Bretton-Woods-II-Regime wird als eine der vorlaufenden Ursachen der Finanzkrise ab 2007 gehandelt. Es gehört zu dem „makroökonomischen Umfeld“, das den „Nährboden“ der Krise bildete.
Wiederum wird seit den massiven Zinssenkungen der Fed infolge dieser Finanzkrise und der fast 8-prozentigen Abwertung des Dollars im Februar/März 2008 vermehrt von einem Zusammenbruch des  Bretton-Woods-II-Regimes gesprochen.
Das besondere Verhältnis zwischen China und USA, in dem China Devisen ansammelt und so gleichzeitig seine Exporte in die USA finanziert, wird von Niall Ferguson als „Chimerica“ bezeichnet.
„Bretton Woods II“ wird in den Medien teilweise auch der außerordentliche Weltfinanzgipfel von mehr als Zwanzig der wichtigsten Industrie- und Schwellenländer im November 2008 in Washington genannt, auf dem auch über die Reform des internationalen Finanzsystems in der Folge der Finanzkrise ab 2007 beraten wird.